# Morro do Vacanga
Morro do Vacanga é um bairro do município de Santana de Parnaíba, no estado de São Paulo, no Brasil.

## Etimologia
O nome do bairro é uma referência ao morro homônimo existente no bairro. "Vacanga" é originário do termo tupi antigo  'yakanga, que significa "cabeça de rio" ( 'y, "rio" + akanga, "cabeça"), isto é, suas nascentes.